# División Palermo
División Palermo és una sèrie de televisió per internet de comèdia argentina original de Netflix. La trama segueix a un grup de persones que representen a una minoria social i junts formen una guàrdia de protecció de barri. És protagonitzada per Santiago Korovsky, Pilar Gamboa, Daniel Hendler, Iar Said, Martín Garabal i Charo López. També està coprotagonitzada per Julio Marticorena, Valeria Licciardi, Facundo Bogarín, Nilda Sindaco, Hernán Cuevas i Renato Condori Sangalli. Els antagonistes són Carlos Belloso, Alan Sabbagh i Marcelo Subiotto. La sèrie es va estrenar el 17 de febrer de 2023.
Al març de 2023, Netflix va renovar la sèrie per a una segona temporada.

## Argument
Un grup de civils és reclutat per a conformar una espècie de guàrdia urbana per a servir a la comunitat i al seu torn resulta ser una operació de màrqueting per a millorar la pèssima imatge que tenen actualment les forces de seguretat; no obstant això, els membres d'aquest nou esquadró aviat descobreixen que han de fer front a una banda criminal liderada per uns estranys narcotraficants.

## Repartiment

### Principal
- Santiago Korovsky com Felipe Rozenfeld
- Daniel Hendler com Miguel Rossi
- Pilar Gamboa com Sofía Vega
- Marcelo Subiotto com Julio García Reynoso
- Martín Garabal com Esteban Vargas
- Charo López com Paloma Gutiérrez
- Julio Marticorena com Bernardo Romero
- Valeria Licciardi com Vivianne Figueroa
- Facundo Bogarín com Edgardo Torres
- Nilda Sindaco com Betty
- Hernán Cuevas com Johnny De Moraes
- Renato Condori Sangalli com Mario Quispe Gonzáles

### Secundari
- Carlos Belloso com Dogo
- Alan Sabbagh com Gabriel Kermann
- Iair Said com Ariel Kermann
- Fabián Arenillas com Daniel Rozenfeld
- Gabriela Izcovich com Adriana
- Agustín Rittano com Franco Palacios
- Sergio Prina com Sergio Núñez
- Camila Peralta com Paula Martínez

### Participacions
- Jonatan Nugnes com Diego Márquez
- Valeria Lois com Carolina Pozzo
- Daniela Korovsky com Julieta Rozenfeld
- Mike Amigorena com Luis Mansardi
- Rafael Spregelburd com Osvaldo
- Alicia Labraga com Judith
- Chang Sung Kim com Chino
- Sang Min Lee com Chang-Cho

## Episodis
| Núm. | Títol                             | Direcció                                 | Guió | Data d'emissió original |
| ---- | --------------------------------- | ---------------------------------------- | --- | ----------------------- |
| 1    | «Guardia urbana»                  | Santiago Korovsky i Diego Núñez Irigoyen | Santiago Korovsky, Ignacio Sánchez Mestre, Florencia Percia, Martín Garabal y Mariana Wainstein                    | 17 de febrer de 2023    |
| 2    | «Bienvenido a la selva»           | Santiago Korovsky i Diego Núñez Irigoyen | Santiago Korovsky, Ignacio Sánchez Mestre, Florencia Percia i Martín Garabal                                       | 17 de febrer de 2023    |
| 3    | «Fin de semana verde»             | Santiago Korovsky y Diego Núñez Irigoyen | Santiago Korovsky, Ignacio Sánchez Mestre, Florencia Percia y Martín Garabal                                       | 17 de febrer de 2023    |
| 4    | «Un match»                        | Santiago Korovsky y Diego Núñez Irigoyen | Santiago Korovsky, Ignacio Sánchez Mestre, Florencia Percia, Martín Garabal, Ignacio Gaggero y Martina López Robol | 17 de febrer de 2023    |
| 5    | «Los escalones están en tu mente» | Santiago Korovsky y Diego Núñez Irigoyen | Santiago Korovsky, Ignacio Sánchez Mestre, Florencia Percia, Martín Garabal, Ignacio Gaggero y Martina López Robol | 17 de febrer de 2023    |
| 6    | «Amistades peligrosas»            | Santiago Korovsky y Diego Núñez Irigoyen | Santiago Korovsky, Ignacio Sánchez Mestre, Florencia Percia, Martín Garabal, Ignacio Gaggero y Martina López Robol | 17 de febrer de 2023    |
| 7    | «Noche de la electrónica»         | Santiago Korovsky y Diego Núñez Irigoyen | Santiago Korovsky, Ignacio Sánchez Mestre, Florencia Percia, Martín Garabal, Ignacio Gaggero y Martina López Robol | 17 de febrer de 2023    |
| 8    | «Casi héroes»                     | Santiago Korovsky i Diego Núñez Irigoyen | Santiago Korovsky, Ignacio Sánchez Mestre, Florencia Percia, Martín Garabal, Ignacio Gaggero i Martina López Robol | 17 de febrer de 2023    |

## Producció
A fins de març de 2022, Netflix va anunciar que havia donat llum verda per al desenvolupament de la sèrie, la qual estaria protagonitzada, dirigida i produïda per Santiago Korovsky. D'altra banda, es va informar que la resta de l'elenc protagonista estaria conformat per Pilar Gamboa, Daniel Hendler, Martín Garabal i Charo López, mentre que la fotografia principal va començar aquest mateix mes.
El 23 de gener de 2023 es va publicar el primer avanç de la sèrie, anunciant que seria estrenada mundialment el 17 de febrer d'aquest any.

## Premis i nominacions
| Llista de premis i nominacions | Llista de premis i nominacions  | Llista de premis i nominacions                                         | Llista de premis i nominacions | Llista de premis i nominacions | Llista de premis i nominacions | Llista de premis i nominacions |
| Any                            | Organització                    | Categoria                                                              | Nominat/a (s) | Resultat                       | Ref(s)                         |                                |
| ------------------------------ | ------------------------------- | ---------------------------------------------------------------------- | --- | ------------------------------ | ------------------------------ | ------------------------------ |
| 2023                           | Premis Rolling Stone en Español | Sèrie de l'any                                                         | División Palermo | Pendent                        | [ 11 ]                         |                                |
| 2023                           | Produ Awards                    | Millor sèrie de comèdia                                                | División Palermo | Pendent                        | [ 12 ]                         |                                |
| 2023                           | Produ Awards                    | Millor contingut que promou la diversitat i inclusió                   | División Palermo | Pendent                        | [ 12 ]                         |                                |
| 2023                           | Produ Awards                    | Millor actriu principal - Sèrie o minisèrie de comèdia / sitcom        | Pilar Gamboa | Pendent                        | [ 12 ]                         |                                |
| 2023                           | Produ Awards                    | Millor actor principal - Sèrie o minisèrie de comèdia / sitcom         | Daniel Hendler | Pendent                        | [ 12 ]                         |                                |
| 2023                           | Produ Awards                    | Millor actor principal - Sèrie o minisèrie de comèdia / sitcom         | Santiago Korovsky | Pendent                        | [ 12 ]                         |                                |
| 2023                           | Produ Awards                    | Millor direcció - Sèrie i minisèrie comèdia, comèdia dramàtica i drama | Santiago Korovsky y Diego Nuñez Irigoyen                                                                                              | Pendent                        | [ 12 ]                         |                                |
| 2023                           | Produ Awards                    | Millor guió - Sèrie i minisèrie                                        | Santiago Korovsky | Pendent                        | [ 12 ]                         |                                |
| 2023                           | Premis Cóndor de Plata          | Millor sèrie de comèdia i/o musical                                    | División Palermo | Guanyador                      | [ 13 ] [ 14 ]                  |                                |
| 2023                           | Premis Cóndor de Plata          | Millor direcció                                                        | Santiago Korovsky i Diego Núñez Irigoyen                                                                                              | Guanyador                      | [ 13 ] [ 14 ]                  |                                |
| 2023                           | Premis Cóndor de Plata          | Millor actor protagonista en comèdia i/o musical                       | Santiago Korovsky | Guanyador                      | [ 13 ] [ 14 ]                  |                                |
| 2023                           | Premis Cóndor de Plata          | Millor actriu protagonista en comèdia i/o musical                      | Pilar Gamboa | Nominat                        | [ 13 ] [ 14 ]                  |                                |
| 2023                           | Premis Cóndor de Plata          | Millor actor de repartiment en comèdia i/o musical                     | Martín Garabal | Nominat                        | [ 13 ] [ 14 ]                  |                                |
| 2023                           | Premis Cóndor de Plata          | Millor actor de repartiment en comèdia i/o musical                     | Daniel Hendler | Guanyador                      | [ 13 ] [ 14 ]                  |                                |
| 2023                           | Premis Cóndor de Plata          | Millor actor de repartiment en comèdia i/o musical                     | Marcelo Subiotto | Nominat                        | [ 13 ] [ 14 ]                  |                                |
| 2023                           | Premis Cóndor de Plata          | Millor actriu de repartiment en comèdia i/o musical                    | Charo López | Guanyador                      | [ 13 ] [ 14 ]                  |                                |
| 2023                           | Premis Cóndor de Plata          | Revelació masculina                                                    | Facundo Bogarín | Nominat                        | [ 13 ] [ 14 ]                  |                                |
| 2023                           | Premis Cóndor de Plata          | Revelació masculina                                                    | Hernán Cuevas | Nominat                        | [ 13 ] [ 14 ]                  |                                |
| 2023                           | Premis Cóndor de Plata          | Revelació femenina                                                     | Valeria Licciardi | Nominat                        | [ 13 ] [ 14 ]                  |                                |
| 2023                           | Premis Cóndor de Plata          | Millor guió original                                                   | Santiago Korovsky, Ignacio Sánchez Mestre, Florencia Percia, Martín Garabal, Mariana Wainstein, Ignacio Gaggero i Martina López Robol | Guanyador                      | [ 13 ] [ 14 ]                  |                                |
| 2023                           | Premis Cóndor de Plata          | Millor muntatge                                                        | Nicolás Goldbart, Ana Remón i Santiago Esteves                                                                                        | Nominat                        | [ 13 ] [ 14 ]                  |                                |
| 2023                           | Premis Cóndor de Plata          | Millor direcció d’art                                                  | Vera Español | Nominat                        | [ 13 ] [ 14 ]                  |                                |
| 2023                           | Premis Cóndor de Plata          | Millor disseny de vestuari                                             | Greta Ure i Julia Rebottaro | Nominat                        | [ 13 ] [ 14 ]                  |                                |
| 2023                           | Premis Cóndor de Plata          | Millor música original                                                 | Iván Wyszogrod | Nominat                        | [ 13 ] [ 14 ]                  |                                |
| 2023                           | Premis Cóndor de Plata          | Millor maquillatge i perruqueria                                       | Valeria Bredice i Ricardo Molina | Nominat                        | [ 13 ] [ 14 ]                  |                                |
| 2023                           | Premis Cóndor de Plata          | Millor disseny de so                                                   | Guido Berenblum | Nominat                        | [ 13 ] [ 14 ]                  |                                |
| 2023                           | Premis Cóndor de Plata          | Millor direcció de càsting                                             | Iair Said | Nominat                        | [ 13 ] [ 14 ]                  |                                |
| 2023                           | Premis Cóndor de Plata          | Premi del público BA audiovisual                                       | División Palermo | Guanyador                      | [ 13 ] [ 14 ]                  |                                |